# Atenquique
Atenquique ist eine Ortschaft im Municipio Tuxpan im Bundesstaat Jalisco und wird in ihrer Erscheinungsform vollkommen von der dort ansässigen Papierfabrik dominiert.

## Geographie

### Lage
Der Ort liegt etwa 11 km von Tuxpan entfernt, an der Autobahn und Bahnlinie zwischen Colima und Guadalajara.

### Umwelt
Der hohe Holzkonsum hat dazu geführt, dass die Region um Atenquique großflächig abgeholzt ist und für die Papierfabrikation daher mittlerweile Holz aus dem Ausland importiert werden muss. Die fehlende nachhaltige Planung in der Vergangenheit muss jetzt mit einem hohen Preis bezahlt werden: Die Region soll wieder aufgeforstet werden, um die Erosion zu verhindern und einem weiteren Unglück wie 1955 vorzubeugen. Jedoch fehlen hierfür die nötigen Mittel.

## Geschichte
In dem rund 1 km breiten Canyon nahe der Kleinstadt Tuxpan wurde seit Ende der 40er-Jahre Papier hergestellt, um das Wasser des Flusses und das Holz der nahen Pinienwälder zu nutzen. An die Fabrikanlage war eine unternehmenseigene Arbeitersiedlung angeschlossen. Ausgelöst durch anhaltende Regenfälle, zerstörte am 16. Oktober 1955 eine Flut aus Schlamm und Geröll aus den Bergen die Ortschaft. Der Schaden wurde auf 10 Milliarden Pesos beziffert. Das einzige heute existierende Bauwerk aus dieser Zeit sind Teile der damaligen Kirche, die man mittlerweile in einen Park integriert hat. Nach diesem Unglück wurden die Fabrik und der Ort neu errichtet. Die Fabrik, die als eine der wenigen Staatsunternehmen Gewinne erzielte, wurde 1996 unter großen Protesten privatisiert: Einerseits wegen der Entlassungen, die in Anbetracht der positiven Bilanzen nicht unbedingt notwendig waren, andererseits aber auch, weil eine wichtige Einnahmequelle des Staates versiegte.

## Wirtschaft
In Atenquique wird primär Papier hergestellt. Daneben haben sich Kaufleute angesiedelt, um den Ort mit Lebensmitteln zu versorgen. Der Wirtschaftsstandort Atenquique ist optimal für die Papierproduktion: Die günstige Verkehrsanbindung an der Autobahn und Bahnlinie zwischen Colima und Guadalajara und die Nähe zu den Rohstoffen Wasser und Holz sorgen bis heute dafür, dass das Unternehmen in Atenquique zu den wichtigsten Papierfabrikanten in Mexiko gehört. Heutiger Besitzer ist die Grupo Industrial Durango.